# Beat (film, 1998)
Pour les articles homonymes, voir Beat.
Pour plus de détails, voir Fiche technique et Distribution.
Beat est un film japonais réalisé par Amon Miyamoto, sorti en salles au Japon en 1998, et disponible à l'international en DVD sous-titré en anglais. 
Le film fut présenté à la semaine de la critique au festival à la Mostra de Venise 1998.

## Synopsis
Le film se déroule à Okinawa dans les années 1960 pendant l'occupation militaire américaine et la guerre du Viêt Nam, et retrace la rivalité entre un propriétaire de bar japonais et un soldat américain pour l'amour d'une prostituée et sa fillette.

## Fiche technique
- Titre : Beat
- Réalisation : Amon Miyamoto
- Scénario : Amon Miyamoto
- Producteurs : Shinya Kawai et Takashige Ichise
- Photographie : Genkichi Hasegawa
- Montage : Hirohide Abe
- Effets spéciaux : Hiroshi Butsuda
- Producteur associé : Makoto Ishihara
- Direction artistique : Yuji Tsuzuki

## Distribution
- Claude Maki : Takeshi
- Yuki Uchida : Michi
- Dean Stapleton : Ryan
- Naoto Hirata : The Youth
- Judy Motomura : Maria
- Toshiya Nagasawa : Kazuo
- Ayako Kawahara : Lee